# Vrbovec (Tschechien)

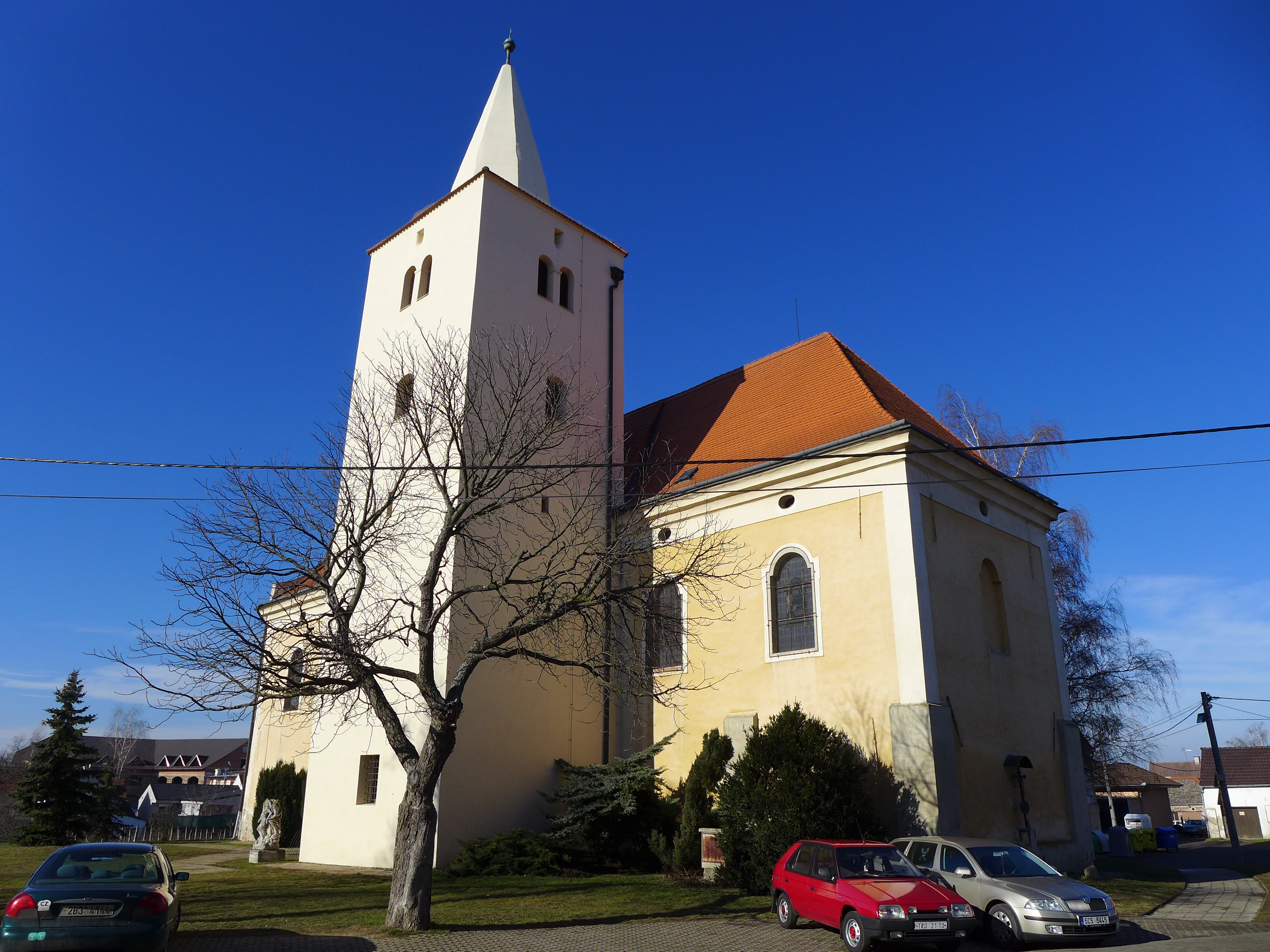
Kirche Enthauptung Johannes des Täufers

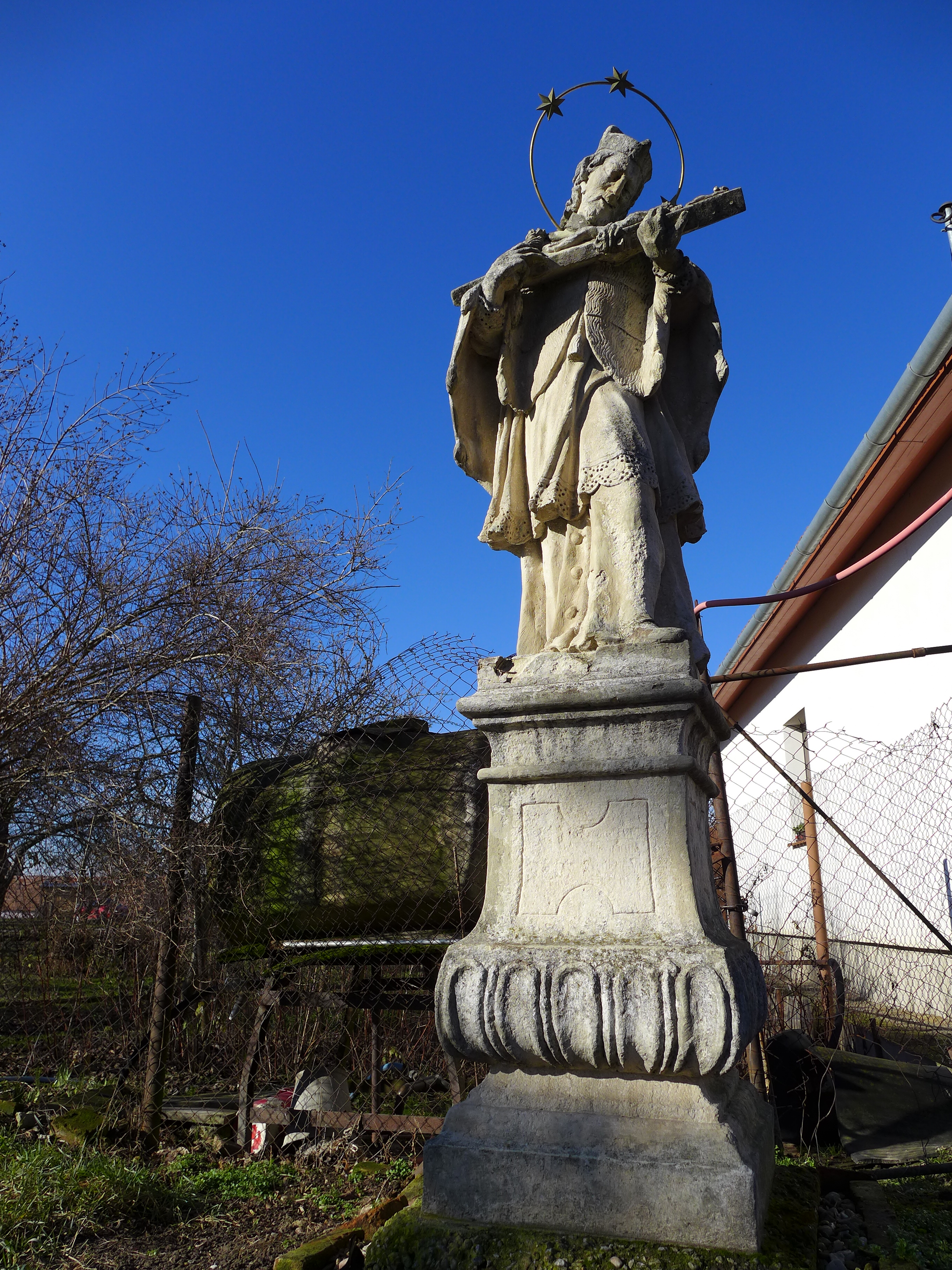
Statue des hl. Johannes von Nepomuk

Vrbovec (deutsch Urbau) ist eine Gemeinde in Tschechien. Sie liegt acht Kilometer südöstlich der Stadt Znojmo (Znaim) im Jihomoravský kraj (Südmähren) in (Tschechien). Der Ort selbst ist als ein Breitangerdorf angelegt.

## Geschichte
Bereits um die Jahrtausendwende war eine Ansiedlung vorhanden. Im 11. bis 13. Jahrhundert kam es zu einer großen Siedlungsbewegung von West nach Ost. Mähren wurde von 1031 bis 1305 von der Dynastie der Přemysliden regiert. Um größere Gebiete landwirtschaftlich zu nutzen und damit höhere Erträge zu erzielen, bewarben sie die Kolonisten mit Privilegien wie zehn Jahre Steuerfreiheit (deutsches Siedlerrecht). Bis zum Jahre 1150 wurde das Gebiet um Mikulov (Nikolsburg) und Znojmo (Znaim) von deutschen Einwanderern aus Niederösterreich besiedelt. Die bis 1945 gesprochene ui-Mundart und die Anlage des Dorfes bekunden, dass sie ursprünglich aus den bairischen Gebieten der Bistümer Regensburg und Passau stammten. Sie brachten neue landwirtschaftliche Geräte mit und führten die ertragreiche Dreifelderwirtschaft ein.
Die erste urkundliche Erwähnung war im Jahre 1237. Im Laufe der Jahrhunderte änderte sich die Schreibweise der Ortschaft mehrmals. So schrieb man 1237 „Wrbow“, 1243 „Vrbave“, 1310 „Urbaue“, 1356 „Urbow“ und schließlich ab 1633 „Urbau“. Bereits im Jahre 1252 erhielt der Ort von König Přemysl Ottokar mehrere Privilegien und ein eigenes Landgericht. Dieses Landgericht war über Jahrhunderte bis zum Jahr 1724 für 23 Ortschaften zuständig. Später verlor das Dorf das Privileg, ein Freibauerndorf unter königlichem Schutz zu sein. So kam ein Teil von Urbau an die Herrschaft des Klosters Bruck und der andere Teil zur Herrschaft Znaim. Ab 1512 stand die gesamte Ortschaft unter der Herrschaft des Klosters Bruck. Im Jahre 1604 erneuerte der Abt des Klosters Bruck die Weinbergrechte des Dorfes.
Während der Zeit der Reformation wurde der Ort lutherisch. Erst im Dreißigjährigen Kriege, nach dem Sieg der Kaiserlichen in der Schlacht am Weißen Berg und der Gegenreformation, wurde der Ort wieder katholisch. Das Dorf litt neben der Pest auch unter den Plünderungen der Schweden, welche von Feldmarschall Lennart Torstensson geführt im Jahre 1645 über Mähren herfielen. Auch ging in diesen Jahren die Gerichtsbarkeit an das Kloster Bruck über. So musste im Jahre 1692 ein Brudermörder, welchen die Urbauer selbst aburteilten, an das Brucker Halsgericht ausgeliefert werden. Dabei kam es zu Ausschreitungen und zum Einsatz von Soldaten. Aufgrund dieser Ausschreitungen werden die führenden Männer von Urbau verhaftet und entweder zum Tode oder zur Kerkerhaft verurteilt. Die Urbauer wollen aber ihre Gerichtsbarkeit behalten und brachten mehrere Ansuchen an den Kaiser ein. Nach dem letzten Gesuch, im Jahre 1723, erklärte der kaiserliche Hof alle Privilegien des Ortes für null und nichtig und verlangte die dementsprechenden Urkunden zurück. Anfangs verweigerten die Urbauer diesen Befehl, doch schlussendlich gaben diese nach und schworen dem Kaiser erneut die Treu. Die Matriken wurden seit 1706 im Ort geführt.
Ein Brand im Jahre 1727 zerstörte einen Großteil von Urbau. Mit der Auflösung des Klosters Bruck 1784 wurde das Dorf Teil der Grundherrschaft Klosterbruck, die 1827 an die Ritter von Liebenberg verkauft wurde.
Im Jahre 1841 vernichtete ein Brand fast die gesamte Ortschaft. Nach 1848 begann der wirtschaftliche Aufstieg von Urbau. Im Jahre 1866, während des Deutsch-Österreichischen Krieges, wird die Cholera von preußischen Soldaten eingeschleppt.
Ab 1885 stand in Urbau das erste Treibhaus und mit Bergen, Guldenfurt und Neusiedl wurde die Zentralkellerei Brünn gegründet. Weitere Weinverkaufsstellen wurden in Znaim, Brünn und Wien errichtet. Im Jahre 1894 wurde eine Freiwillige Feuerwehr gegründet. Aufgrund der Einberufung fast aller Männer im Zweiten Weltkrieg gab es in diesen Jahren eine Mädchenwehr. Der größte Teil der Einwohner lebte von der Vieh- und Landwirtschaft. Aufgrund des günstigen Klimas wurden neben verschiedenen Getreidesorten auch Futterrüben, Kartoffeln, Bohnen, Wicken, Gurken, Tomaten, Karotten, Sellerie, Kraut, Salate und Spargel angebaut. Der in Südmähren seit Jahrhunderten gepflegte Weinbau nahm in Urbau eine besondere Stellung ein. So war Urbau die größte Weinbaugemeinde im Bezirk Znaim und auch die Reblausplage von 1864, konnte den Weinanbau des Ortes nur kurzzeitigen Schaden zufügen. Weiters war die Jagd nach Hasen, Rebhühnern und Fasanen ebenso ertragreich. Neben einem florierenden Kleingewerbe gab es noch zwei Ziegeleien, eine Schrotmühle mit Saatgutreinigungsanlage, zwei Viehhändler und zwei Weinhändler im Ort.
Nach dem Ersten Weltkrieg kam der zuvor zu Österreich-Ungarn gehörende Ort, der 1910 ausschließlich von Deutschmährern bewohnt wurde, durch den Vertrag von Saint-Germain zur Tschechoslowakei. Während der Zwischenkriegszeit führten die hohe Arbeitslosigkeit unter der deutschen Bevölkerung, Maßnahmen wie die Bodenreform 1919, die Sprachenverordnung 1926, Neuansiedlungen sowie Neubesetzungen von Beamtenposten durch Personen tschechischer Nationalität zu vermehrten Spannungen innerhalb der Volksgruppen. Durch das Münchner Abkommen wurde Urbau mit 1. Oktober 1938 bis zum Ende des Zweiten Weltkrieges ein Teil des deutschen Reichsgaus Niederdonau.
Im Zweiten Weltkrieg hatte der Ort 80 Opfer zu beklagen. Nach dem Ende des Zweiten Weltkrieges wurde die Gemeinde 1945 wieder der Tschechoslowakei zugeordnet. Nahtlos wurde der Ort anschließend von Tschechen übernommen und im August 1945 alle deutschen Ortsbewohner über die Grenze nach Österreich vertrieben. Dabei kam es zu 7 Ziviltoten. Vier Personen verblieben im Ort. Von den vertriebenen Urbauern konnten etwa 10 % in Österreich verbleiben, die restlichen wurden nach Deutschland weiter transferiert.
Beim Ort befindet sich der Heldenfriedhof Urbau, auf dem laut Auskunft der Deutschen Dienststelle (WASt) u. a. der 1945 bei Wostitz gefallene deutsche Panzerkommandant Kurt Knispel bestattet wurde.

## Wappen und Siegel
Das älteste Siegel des Ortes stammt aus dem Jahre 1723. Da der Ort von zwei verschiedenen Herrschaften verwaltet wurde, gab es auch zwei Siegel. Für den Ortsteil der Herrschaft Bruck hatte das Siegel ein geviertelter Schild, der in seinen Feldern oben ein Pflugeisen und ein Pflugmesser, unten einen Rebzweig und ein Winzermesser zeigt.
Das Siegel des anderen Ortsteiles zeigte nur ein Pflugeisen und ein Pflugmesser mit der Umschrift „INSIGL.DER.ST.Z.VNT.IN.VRBAV“. Nach 1848 erhielt die gesamte Ortschaft ein einheitliches Siegel. Das Siegel zeigt eine beblätterte Traube mit einer Umschrift. Die Umschrift war ab dem Jahre 1919 zweisprachig.

## Bevölkerungsentwicklung
| Volkszählung | Einwohner gesamt | Volkszugehörigkeit der Einwohner | Volkszugehörigkeit der Einwohner | Volkszugehörigkeit der Einwohner |
| Jahr         | Einwohner gesamt | Deutsche                         | Tschechen                        | Andere                           |
| ------------ | ---------------- | -------------------------------- | -------------------------------- | -------------------------------- |
| 1880         | 1130             | 1130                             | 0                                | 0                                |
| 1890         | 1089             | 1089                             | 0                                | 0                                |
| 1900         | 1136             | 1131                             | 5                                | 0                                |
| 1910         | 1075             | 1075                             | 0                                | 0                                |
| 1921         | 1067             | 1044                             | 9                                | 14                               |
| 1930         | 1138             | 1114                             | 24                               | 129                              |

## Gemeindegliederung
Die Gemeinde Vrbovec besteht aus den Ortsteilen Hnízdo, bis 1949 Knast, (Gnast) und Vrbovec (Urbau) Grundsiedlungseinheiten sind Hnízdo, Ječmeniště (Gerstenfeld) und Vrbovec.
Das Gemeindegebiet gliedert sich in die Katastralbezirke Ječmeniště und Vrbovec.

## Sehenswürdigkeiten
- Pfarrkirche Johannes Enthauptung (1222), 1589 abgebrannt, Umbau im Jahre 1747, Altarbild von Josef Winterhalter
- Bildstöcke (hl. Florian, hl. Johann von Nepomuk, Immaculata)[23]
- Beinhaus, ab 1826 Aufbewahrungsraum
- Kapelle der Immaculata
- Pestmarterl beim Ziegelofen von Gnast
- Kriegerkapelle (1932)
- neogotische Burg Lampelberk in den Weinbergen bei Ječmeniště

## Söhne und Töchter des Ortes
- Hans Zuckriegl (1914–2001), Heimatforscher, Verfasser des Heimatbuches „Urbau, ein südmährisches Grenzdorf, 1000–1945“, Verfasser des Wörterbuches der südmährischen Mundarten, Kulturpreisträger.
- Walter Josef Schmidt (1923–2010), österreichischer Geologe und Hochschullehrer

## Brauchtum
Reiches Brauchtum prägte das Leben der 1945/46 vertriebenen deutschen Ortsbewohner:
- Eines der Wahrzeichen des Ortes ist der Tallabrunnen. Alljährlich am Pfingstsamstag wurde er gereinigt. Ein Jahr von der Burschenschaft des Oberortes und das nächste Jahr von denen des Unterortes.
- Prozessionen finden jeweils am 25. August, am 2. Juli nach Lechwitz, zu Pfingsten nach Maria Dreieichen und am 1. November zur Kriegerkapelle statt.
- Der Kirtag findet nach dem 29. August (Enthauptung des hl. Johannes des Täufers) statt.

## Sagen aus dem Ort
Unter den deutschen Ortsbewohnern gab es eine Vielzahl von Mythen:
- Der Räuberhauptmann Grasl war kein feiner Mann
- Ein Brunnen Allahs[24]